# Anuschka Tischer
Anuschka Tischer (* 30. Juli 1968 in Arnsberg) ist eine deutsche Neuzeithistorikerin.

## Wissenschaftliche Laufbahn
Anuschka Tischer schloss 1992 ihr Studium der Geschichte, Philosophie und Dogmatik an der Universität Bonn mit dem Magister Artium ab. In den folgenden fünf Jahren war sie als wissenschaftliche Mitarbeiterin bei der Vereinigung zur Erforschung der Neueren Geschichte in Bonn tätig. Sie wurde 1998 mit einer von Christoph Kampmann betreuten Dissertation zum außenpolitischen Wandel von Richelieu zu Mazarin am Beispiel der französischen Diplomatie beim Westfälischen Frieden promoviert.
Von 2000 bis 2002 arbeitete Tischer an der Universität Lettlands in Riga als Lektorin für Geschichte; die Stelle wurde durch die Robert-Bosch-Stiftung finanziert. Nach kürzeren Phasen der Mitarbeit in verschiedenen Forschungsinstitutionen war sie von 2003 bis 2011 als wissenschaftliche Assistentin im Bereich der Frühen Neuzeit an der Universität Marburg beschäftigt. Ihre Arbeit wurde durch Stipendien, unter anderem des Deutschen Historischen Institutes in Paris, unterstützt. Ihre Habilitationsschrift über Offizielle Kriegsbegründungen in der Frühen Neuzeit. Herrscherkommunikation in Europa zwischen Souveränität und korporativem Selbstverständnis schloss sie 2009 ab. Danach vertrat sie Lehrstühle der Neueren Geschichte und Frühen Neuzeit in Marburg und an der Universität Frankfurt am Main. 2012 nahm sie einen Ruf auf den Lehrstuhl für Neuere Geschichte an der Universität Würzburg an.

## Veröffentlichungen (Auswahl)
- Gemeinsam mit Christoph Kampmann, Katharina Krause und Eva Krems: Neue Modelle im alten Europa. Traditionsbruch und Innovation als Herausforderung der Frühen Neuzeit, Köln/Weimar/Wien 2012.
- Offizielle Kriegsbegründungen in der Frühen Neuzeit. Herrscherkommunikation in Europa zwischen Souveränität und korporativem Selbstverständnis (= Herrschaft und soziale Systeme in der Frühen Neuzeit. Bd. 12), Münster 2012 (Habilitationsschrift).
- Der französisch-spanische Krieg 1635–1659. Die Wiederentdeckung eines Wendepunkts der europäischen Geschichte, in: Heinz Duchhardt (Hrsg.): Der Pyrenäenfriede 1659. Vorgeschichte, Widerhall, Rezeptionsgeschichte (= Veröffentlichungen des Instituts für Europäische Geschichte Mainz. Beihefte. Bd. 83), Göttingen 2010, S. 5–22.
- Französische Diplomatie und Diplomaten auf dem Westfälischen Friedenskongreß. Außenpolitik unter Richelieu und Mazarin (= Schriftenreihe der Vereinigung zur Erforschung der Neueren Geschichte. Bd. 29), Münster 1999.[1]